# Muzeum Techniki i Militariów w Rzeszowie
Muzeum Techniki i Militariów w Rzeszowie – muzeum z siedzibą w Rzeszowie.

## Historia
Placówka powstała pod honorowym patronatem prezydenta Rzeszowa Tadeusza Ferenca oraz Muzeum Wojska Polskiego w Warszawie, a jej siedzibą są tereny dawnego Zespołu Szkół Kolejowych. Twórcą muzeum jest gen. Tomasz Bąk – były dowódca 21 Brygady Strzelców Podhalańskich.
Placówka została otwarta w maju 2011 roku. W jej zbiorach znajdują się zabytki motoryzacji, techniki użytkowej oraz wojskowości. Wśród eksponatów prezentowane są m.in.:
- samochody (Syrena, Warszawa, Mikrus, Fiat 125 i 126, Citroën 2CV) oraz motocykle (Junak, Jawa, motorower Wierchowina)[2],
- sprzęty AGD i RTV: żelazka, pralki, radioodbiorniki, gramofony,
- czołg T-34/85[3],
- samoloty: Su-17, TS-11 Iskra
- sprzęt i wyposażenie wojskowe, umundurowanie oraz ryngrafy i wojskowe medale pamiątkowe.

Zwiedzanie muzeum jest możliwe po uprzednim uzgodnieniu.